# 布瓦塞-圣普列斯特
布瓦塞-圣普列斯特（法語：Boisset-Saint-Priest，法語發音：[bwasɛ sɛ̃ pʁijɛ(st)]）是法国卢瓦尔省的一个市镇，位于该省西部，属于蒙布里松区。该市镇由布瓦塞昂蒙叙（Boisset en Montsupt）和圣普列斯特昂鲁塞（Saint-Priest en Rousset）两个教区合并而成。

## 地理
布瓦塞-圣普列斯特（45°30'47"N, 4°6'16"E）面积18.28 平方千米，位于法国奥弗涅-罗讷-阿尔卑斯大区卢瓦尔省，该省份为法国中南部省份，北起顺时针与索恩-卢瓦尔省、罗讷省、伊泽尔省、阿尔代什省、上盧瓦爾省、多姆山省和阿列省接壤。
与布瓦塞-圣普列斯特接壤的市镇（或旧市镇、城区）包括：舍讷雷耶、圣乔治欧特维尔、福雷地区圣马塞兰、圣罗曼勒皮、索莱米约、叙里勒孔塔勒。

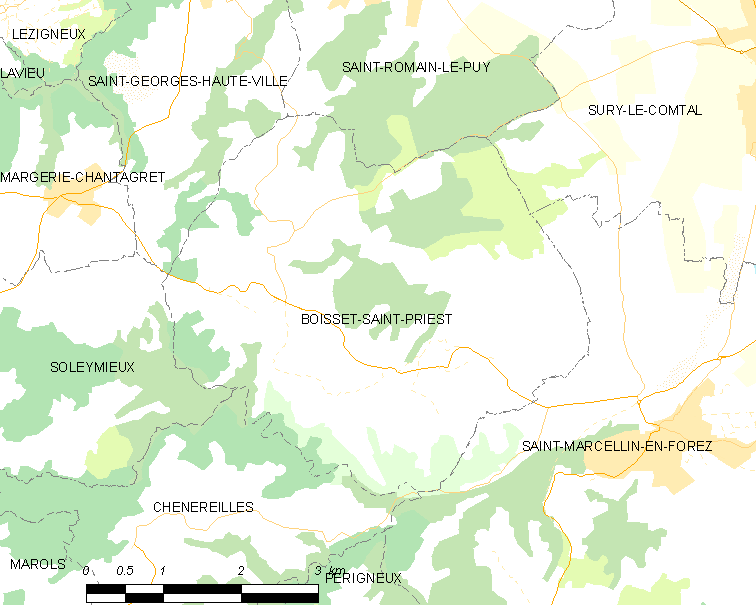
布瓦塞-圣普列斯特的OSM定位图

布瓦塞-圣普列斯特的时区为UTC+01:00、UTC+02:00（夏令时）。

## 行政
布瓦塞-圣普列斯特的邮政编码为42560，INSEE市镇编码为42021。

## 政治
布瓦塞-圣普列斯特所属的省级选区为蒙布里松县。

## 人口

1962-2008年间布瓦塞-圣普列斯特人口变化图示

布瓦塞-圣普列斯特于2022年1月1日时的人口数量为1284人。